# Scalenus hemipterus
Scalenus hemipterus är en skalbaggsart som först beskrevs av Olivier 1795. Scalenus hemipterus ingår i släktet Scalenus och familjen långhorningar.
Artens utbredningsområde är:
- Myanmar.
- Taiwan.

Inga underarter finns listade i Catalogue of Life.